# Rajd Wysp Kanaryjskich 2002
Rajd Wysp Kanaryjskich 2002 (26. Rally de Canarias - El Corte Inglés) – 26 edycja rajdu samochodowego Rajd Wysp Kanaryjskich rozgrywanego na Wyspach Kanaryjskich. Rozgrywany był od 12 do 13 kwietnia 2002 roku. Była to siódma runda Rajdowych Mistrzostw Europy w roku 2002 (rajd miał najwyższy współczynnik - 20) oraz pierwsza runda Rajdowych Mistrzostw Hiszpanii.

## Klasyfikacja rajdu
| Miejsce                                            | Kierowca                                           | Pilot                                              | Samochód                                           | Czas                                               | Strata                                             |                                                    |
| Klasyfikacja generalna, ERC i mistrzostw Hiszpanii | Klasyfikacja generalna, ERC i mistrzostw Hiszpanii | Klasyfikacja generalna, ERC i mistrzostw Hiszpanii | Klasyfikacja generalna, ERC i mistrzostw Hiszpanii | Klasyfikacja generalna, ERC i mistrzostw Hiszpanii | Klasyfikacja generalna, ERC i mistrzostw Hiszpanii | Klasyfikacja generalna, ERC i mistrzostw Hiszpanii |
| -------------------------------------------------- | -------------------------------------------------- | -------------------------------------------------- | -------------------------------------------------- | -------------------------------------------------- | -------------------------------------------------- | -------------------------------------------------- |
| 1.                                                 | Jesús Puras                                        | Carlos del Barrio                                  | Citroën Xsara WRC                                  | 3:09:55.0                                          | 0.0                                                |                                                    |
| 2.                                                 | Luis Monzón                                        | José Carlos Déniz                                  | Peugeot 206 WRC                                    | 3:11:11.2                                          | +1:16.2                                            |                                                    |
| 3.                                                 | Flavio Alonso                                      | Vidal Arencibia                                    | Seat Cordoba WRC Evo3                              | 3:12:19.7                                          | +2:24.7                                            |                                                    |
| 4.                                                 | José María Ponce                                   | Carlos Larrodé                                     | Volkswagen Golf IV Kit Car                         | 3:21:53.2                                          | +11:58.2                                           |                                                    |
| 5.                                                 | Antony Warmbold                                    | Gemma Price                                        | Toyota Corolla WRC                                 | 3:23:11.3                                          | +13:16.3                                           |                                                    |
| 6.                                                 | José Antonio Torres                                | Rodríguez Víctor Pérez                             | Citroën Saxo Kit Car                               | 3:25:16.1                                          | +15:21.1                                           |                                                    |
| 7.                                                 | Manuel Muniente                                    | Borja Rozada                                       | Peugeot 206 S1600                                  | 3:26:15.0                                          | +16:20.0                                           |                                                    |
| 8.                                                 | Enrico Bertone                                     | Danilo Fappani                                     | Ford Focus RS WRC '99                              | 3:26:54.9                                          | +16:59.9                                           |                                                    |
| 9.                                                 | Santiago Concepción                                | Víctor Del Rosario                                 | Mitsubishi Lancer Evo VI                           | 3:28:45.3                                          | +18:50.3                                           |                                                    |
| 10.                                                | Emilio Segura                                      | Ignacio Aviñó                                      | Peugeot 206 S1600                                  | 3:29:26.3                                          | +19:31.3                                           |                                                    |